# Министерство внутренних дел Азербайджана
Министерство внутренних дел Азербайджанской Республики (азерб. Azərbaycan Respublikası Daxili İşlər Nazirliyi) — орган центральной исполнительной власти, осуществляющий в соответствии с законодательством Азербайджанской Республики функции, связанные с охраной общественного порядка и общественной безопасности, а также раскрытием преступлений и их профилактикой.

## История

### Период АДР
Министерство внутренних дел было образовано в рамках правительства Азербайджанской Демократической Республики(АДР), провозгласившей свою независимость 28 мая 1918 года.

Конный полуэскадрон Бакинской рабоче-крестьянской милиции

В период с 1918 по 1920 год Министерство и функционировавшие в его составе органы полиции сыграли значительную роль в становлении азербайджанской государственности, находясь на передовых рубежах в деле защиты независимости и национальных интересов страны. 
Первым министром внутренних дел стал Фатали Хан Хойский.

### Период Азербайджанской ССР
Декретом АзРевКома №2 от 28 апреля 1920 года в составе Совета Народных Комиссаров Азербайджанской ССР учреждён Народный комиссариат внутренних дел Азербайджанской ССР. Декретом АзРевКома №34 от 9 июня 1920 года принято положение о Народном комиссариате внутренних дел. 
В полномочия комиссариата входили организация местной исполнительной власти, административный надзор за местными исполнительными органами. Местные исполкомы и ревкомы в уездах и городах Азербайджанской ССР были подчинены комиссариату. Их приказы должны были утверждаться комиссариатом. 
Комиссариат обладал правом назначать и смещать с должность членов местных революционных комитетов. 
С 1946 года МВД Азербайджанской ССР подчинено МВД СССР.  
В годы Великой Отечественной войны около 800 азербайджанских милиционеров были представлены к высшим государственным наградам Советского Союза за героизм в борьбе с немецко-фашистскими захватчиками. 
13 сентября 1962 года Министерство внутренних дел было преобразовано в Министерство охраны общественного порядка Азербайджанской ССР. 
С момента начала армяно-азербайджанского нагорно-карабахского конфликта 1145 сотрудников полиции и внутренних войск пали в сражениях за независимость и территориальную целостность Азербайджана. 681 служащий стал инвалидом войны. 67 сотрудников органов внутренних дел присвоено звание Национального героя,  86 награждены орденом «Азербайджан Байрагы», 247 – другими орденами и медалями.

## Общие сведения
После принятия Акта «О государственной независимости Азербайджанской Республики» 18 октября 1991 года, Министерство внутренних дел Азербайджанской ССР вышло из подчинения МВД СССР и начало функционировать как Министерство внутренних дел Азербайджана. 
В 1992 году Азербайджан вступил международную полицейскую организацию Интерпол.
24 ноября 1992 года создано Национальное центральное бюро Интерпола в Азербайджане.

## Структура министерства
30 июня 2001 года утверждены Положение и структура Министерства внутренних дел.
- Секретариат
- Главное организационно-инспекционное управление
- Главное управление уголовного розыска
- Главное управление следствия и дознания
- Главное управление по борьбе с организованной преступностью
- Главное управление по борьбе с наркотиками
- Главное управление по борьбе с торговлей людьми
- Управление внутренней безопасности
- Управление криминалистических исследований
- Главное управление оперативно-статистической информации
- Главное управление общественной безопасности
- Главное управление внутренних войск
- Главное управление полиции на транспорте
- Главное управление дорожной полиции
- Главное управление охраны
- Главное паспортное, регистрационное и миграционное управление
- Национальное центральное бюро Интерпола
- Главное управление кадров
- Управление внутренних расследований
- Управление по работе с личным составом
- Управление международного сотрудничества
- Главное информационно-коммуникационное управление
- Пресс-служба
- Планово-финансовое управление
- Главное управление материально-технического обеспечения
- Медицинское управление
- Комендантская служба
- Спортивное общество
- Отдел мобилизационных работ и гражданской обороны[4]

В соответствии с Указом Президента Азербайджанской Республики от 30 июня 2004 года в целях осуществления внутриведомственного контроля над деятельностью органов внутренних дел, в том числе более подробного ознакомления с вопросами внутренней безопасности в органах и частях министерства, профилактики несовместимой со службой в МВД деятельности и иных негативных проявлений, выявления условий, порождающих коррумпированную практику, а также принятия мер в отношении коррумпированных служащих в структуре МВД было создано Управление внутренней безопасности.

## Главное управление по борьбе с торговлей людьми
28 июня 2005 года с целью борьбы с торговлей людьми при Министерстве внутренних дел было создано Главное управление по борьбе с торговлей людьми.
Обязанностями управления, наряду с идентификацией и защитой жертв торговли людьми, является также оперативно-розыскная деятельность и уголовное преследование по фактам преступлений .
Законодательство о борьбе с торговлей людьми состоит из Конституции Азербайджанской Республики, законодательных актов Азербайджанской Республики и международных договоров.

### Основные цели борьбы с торговлей людьми
Основными целями борьбы с торговлей людьми являются:
- защита общества от любых форм торговли людьми
- выявление и предупреждение торговли людьми и устранение её последствий.

Национальный координатор по борьбе с торговлей людьми-лицо, ответственное за выполнение Национального плана деятельности, который утверждается соответствующим органом исполнительной власти Азербайджанской Республики. Обязанностями  координатора являются установление связи с органами безопасности, пограничной службы, полиции, прокуратуры, судами, другими государственными органами и неправительственными организациями с целью осуществления оперативно-розыскной деятельности и уголовного преследования по преступлениям, связанным с торговлей людьми.
C целью выполнения указанных в Национальном плане деятельности, обеспечения безопасности жертв торговли людьми было создано создано специальная полицейская структура.
В этой сфере, Азербайджан на основании международных договоров сотрудничает с другими государствами, их правоохранительными органами международными организациями, ведущими борьбу с торговлей людьми.

## Академия полиции
В 1921 году постановлением Народного комиссариата внутренних дел Азербайджанской ССР с целью подготовки командирских и рядовых милицейских кадров была создана Школа милиции. 
До 1936 года школа действовала в Баку. В 1936 году она была переведена в поселок Мардакян. 
В 1957 году Бакинская школа милиции была преобразована в среднюю специальную школу милиции. Выпускникам школы вручались дипломы юристов со средним специальным образованием. Образование длилось два года.
В целях обеспечения органов внутренних дел специалистами с высшим образованием 23 мая 1992 года на базе Бакинской специальной средней школы милиции имени Н. Ризаева была образована Полицейская академия МВД Азербайджана.

## Международные отношения
Министерство внутренних дел Азербайджанской Республики имеет связи с такими международными и региональными организациями, как Организация Объединённых Наций (ООН), Совет Европы, Организация по безопасности и сотрудничеству в Европе (ОБСЕ), Европейский союз, Международная организация по миграции (МОМ) и Международный комитет Красного Креста (МККК), а также с соответствующими правоохранительными органами зарубежных стран. Министерство также сотрудничает с региональными международными организациями в рамках Организация черноморского экономического сотрудничества (ОЧЭС), Организации экономического сотрудничества (ОЭС), ГУАМ. Азербайджанская Республика является членом Международной полицейской организации — Интерпола, в Азербайджане действует Национальное центральное бюро организации.
Министерство внутренних дел сотрудничает с правоохранительными органами государств-участников Содружества Независимых Государств (СНГ), в том числе с министерствами внутренних дел.
Министерство является участником большинства многосторонних международно-правовых документов, входящих в состав СНГ. Эти международно-правовые документы регулируют отношения между министерствами внутренних дел по борьбе с организованной преступностью, международным терроризмом, незаконной торговлей наркотиками и оружием и другими видами правонарушений, а также осуществляют поиск преступников и обмен информацией.
Сотрудничество с международными организациями и правоохранительными органами зарубежных стран осуществляется путём официальных визитов или поездок сотрудников и участия в соответствующих международных мероприятиях.
Министерство внутренних дел также сотрудничает с соответствующими агентствами Турции, Китая, Болгарии, Ирана, Румынии, Пакистана, Австрии, Латвии, Литвы и Эстонии в соответствии с существующими двусторонними соглашениями.
Сотрудники Министерства внутренних дел участвуют в учебных курсах в США, Турции, Египте, Франции и Китае.

## Руководство
- Вилаят Эйвазов — министр внутренних дел Азербайджанской Республики, генерал-полковник
- Орудж Залов — заместитель министра внутренних дел Азербайджанской Республики, генерал-лейтенант полиции.
- Алиев, Исмет Рашид оглы — заместитель министра внутренних дел Азербайджанской Республики, генерал-лейтенант  полиции.
- Гулиев, Фазиль Балагасан оглы — заместитель министра внутренних дел — начальник Главного организационно-инспекционного управления генерал-лейтенант полиции.
- Мамедов, Шахин Искандер оглы — заместитель министра внутренних дел, командующий внутренними войсками, генерал-лейтенант.

## Деятельность
После возвращения оккупированных территорий Министерство занимается обнаружением и изъятием оружия, боеприпасов, взрывчатых веществ на возвращённых территориях.

### 2023
За год зарегистрировано 36 811 преступлений. Из них раскрыто 87,8 %. Раскрываемость мелких краж составила 84,5 %. В 2023 году пришлось 360 преступлений на 100 000 чел.
Арестованы 4324 человека, совершивших тяжкие преступления. Обезврежены 254 криминальные группировки.
Раскрыто 426 преступлений прошлых лет. Эффективность розыска обвиняемых составила 87,8 %. Установлено местонахождение 108 человек объявленных в международный розыск бюро Интерпола в Азербайджане, и 53 человек, разыскиваемых иными странами-членами Интерпола.